# سیارک ۲۴۵۰۹
سیارک ۲۴۵۰۹ (به انگلیسی: 24509 Joycechai، نامگذاری:2001BT27) بیست و چهار هزار و پانصد و نهمین سیارک کشف شده‌است که در ۲۰ ژانویه ۲۰۰۱ کشف شد.
قدر مطلق سیارک برابر ۹.۸ است.